# Lakos Imre
Lakos Imre (Budapest, 1953. április 9. –) magyar gépészmérnök, gazdasági mérnök, politikus, országgyűlési képviselő.

## Életpályája

### Iskolái
1978-ban diplomázott a Budapesti Műszaki és Gazdaságtudományi Egyetemen.

### Pályafutása
1978–1989 között az Építőgépgyártó Vállalat munkatársa volt. 1986–1989 között fővállalkozási irodavezető volt. 1989–1990 között az Intranszmas, 1990-ben a Vegyépszer vállalkozási főosztályvezetője volt. 1995–1998 között a Sportlétesítmények Rt. elnök-vezérigazgatója volt. 1998–2000 között az Interinvent 2000 Bt. tulajdonos-cégvezetője, 2000–2004 között elnöke volt. 2002-től a Nemzeti Autópálya Rt. igazgatóságának tagja. 2004-től a SEM IX Városfejlesztő Rt. elnök-vezérigazgatója.

### Politikai pályafutása
1990-től önkormányzati képviselő. 1991–1994 között, valamint 2002–2006 között Budapest XI. kerületének alpolgármestere volt. 1994–1998 között a pénzügyi bizottság elnöke volt. 1994-ben, 1998-ban, 2002-ben és 2008-ban országgyűlési képviselőjelölt volt. 1998-ban polgármesterjelölt (FKGP-MDNP-SZDSZ) volt. 2002-től a Fővárosi Közgyűlés tagja; a városüzemeltetési bizottság elnöke. 2003–2007 között az SZDSZ budapesti választmányának elnöke volt. 2006-ban és 2008–2010 között az SZDSZ frakcióvezető-helyettese volt. 2006–2010 között országgyűlési képviselő (Budapest) volt. 2006-ban a Költségvetési, pénzügyi és számvevőszéki bizottság tagja volt. 2006–2007 között a Számvevőszéki albizottság tagja volt. 2006–2009 között Az Állami Számvevőszék alelnökeit jelölő bizottság tagja volt. 2006–2010 között a Gazdasági és informatikai bizottság tagja, a Közlekedési és infrastruktúra-fejlesztési albizottság tagja volt. 2007-től az SZDSZ országos tanácsának tagja. 2007–2010 között az Energetikai albizottság, a Közbeszerzési albizottság tagja volt. 2009–2010 között Az Állami Számvevőszék elnökét és alelnökeit jelölő eseti bizottság tagja volt.